# Escadre aérienne de commandement et de conduite projetable
L’escadre aérienne de commandement et de conduite projetable (EAC2P) est une nouvelle unité de soutien de l'Armée de l'air française activée le 27 août 2015 à la base aérienne 105 Évreux-Fauville.

## Historique
Née du rapprochement du groupement tactique des systèmes d'information et de communications aéronautiques (GTSICAéro) 10.805 et de l'escadron de détection et de contrôle mobiles 90.538, l'escadre est créée à la base d'Évreux le 27 août 2015.
En reprenant, par filiation indirecte, le patrimoine des traditions du groupement de chasse de défense aérienne (GCDA) 550, l'escadre porte l'insigne du GCDA que détenait la base aérienne 901 Drachenbronn jusqu'à sa dissolution le 17 juillet 2015. Les unités composant l'EAC2P voient alors leur code mécanographique prendre la terminaison 550.
Le lieutenant-colonel Bruno De San Nicolas a pris le commandement de la nouvelle escadre lors de la prise d'armes organisée pour la création de celle-ci .

## Unités constituantes
- Commandement d'escadre 00.550
- Escadron des systèmes de télécommunication tactiques 11.550
- Escadron des systèmes de surveillance tactiques 12.550
- Escadron des systèmes d’information tactiques 13.550
- Escadron d'expertise et d'instruction tactiques 14.550
- Escadron de détection et de contrôle mobiles 90.550 jusqu'au 26/08/2019

## Insigne
L'insigne de l'EAC2P a été homologué le 13 septembre 1961 sous la référence A 849.

## Base
- Base aérienne 105 Évreux-Fauville